# ویتاسی
ویتاسی {{به صربی|Vitasi) (به صربی: Витаси) یک منطقهٔ مسکونی در صربستان است.